# محمد صلاح مصطفى
محمد محمد صلاح الدين مصطفى (6 سبتمبر 1960 - ) هو قائد عسكري وسياسي مصري، يشغل منصب وزير الدولة للإنتاج الحربي منذ 14 أغسطس 2022 في وزارة مصطفى مدبولي، وكان يشغل منصب نائب رئيس الهيئة القومية للإنتاج الحربي منذ 24 نوفمبر 2020.

## مسيرته المهنية
خدم محمد صلاح الدين في عدة مناصب خلال مسيرته العسكرية، بما في ذلك مساعدًا لقائد هيئة التسليح في القوات المسلحة المصرية، ثم انتقل إلى الهيئة العربية للتصنيع في الفترة من 2019 إلى 2020. كما شغل منصب مستشار وزير الإنتاج الحربي ونائب رئيس الهيئة القومية للإنتاج الحربي. تم تعيينه نائبًا لرئيس الهيئة القومية للإنتاج الحربي بناءً على توصية وزير الإنتاج الحربي بعد وفاة نائب رئيس الهيئة حسن عبد المجيد، في 15 نوفمبر 2020. واصل صلاح الدين شغل هذا المنصب منذ 24 نوفمبر 2020 حتى تم تعيينه وزيرًا للإنتاج الحربي خلفًا لمحمد أحمد مرسي.

## التأهيل العسكري والمهني
- بكالوريوس الهندسة والعلوم العسكرية 1983.[7][8]
- قائد ورشة لواء مظلات 1986.
- قائد ورشة محطة مركبات 1998.
- قائد ورشة فرعية مركبات 2000.
- كبير مهندسين مجمع الصناعات الهندسية 2003.
- قائد ورشة مركبات جيب 2005.
- مساعد مدير المركبات للتسليح 2009.
- نائب رئيس هيئة تسليح القوات المسلحة 2016.
- رئيس القطاعات الفنية للهيئة العربية للتصنيع.
- مستشار مدير عام الهيئة العربية للتصنيع.
- مستشار وزير الدولة للإنتاج الحربي.
- نائب رئيس مجلس إدارة الهيئة القومية للإنتاج الحربي 2020.

## وصلات خارجية
- الموقع الرسمي لوزارة الإنتاج الحربي.